# 朱俊傑
朱俊傑（Dominic Chu，1987年1月3日—），現為香港的音樂監製、作曲人、編曲人、演唱會鍵琴手。他在1999年畢業於寶血小學上午校。2015成立Taste Music Productions嚐音樂，主要業務為音樂製作及教授流行音樂課程。其創作作品包括谷婭溦《哭牆》、許廷鏗《演員的自我修養》《時光》、古巨基《沒有腳的小鳥》、泳兒《就手》、鄭俊弘《點火》《我就是我》、楊千嬅《知更》、許志安《空穴來風》、吳若希《孩子眼》、王浩信《不可告人》《心眼》、Super Girls《Be My Love》、AOA《我主場》等。其編曲作品包括 許廷鏗《重新長大》、謝安琪《家明》、黎明 《我可以忘記你》、關心妍《在你名下》、梁漢文 《中鋒》、泳兒《為你唱demo》、鍾一憲 麥貝夷 《犯眾憎》等。其他曾演繹其作曲及編曲作品的歌手超過40位，包括Twins、衛蘭、張智霖、吳業坤、譚嘉儀、蕭正楠、王浩信、何雁詩、鍾嘉欣、鄭欣宜、狄易達、葉文輝等。

## 簡歷
畢業於香港大學社會科學系。分別於4歲及12歲開始接受鋼琴及小提琴訓練，擁有英國皇家音樂學院鋼琴演奏級文憑、8級樂理及小提琴資格。中學時期就讀於香港華仁書院，是學界活躍音樂份子，連續多年參與校內中樂團、合唱團及樂隊演出。14歲更勇奪「全港流行歌曲鋼琴演奏比賽」冠軍。從後屢獲邀請出席各類校際音樂活動、商業或文娛推廣表演，擁有豐富的比賽及演出經驗。立志投身音樂事業的他，2006年修讀伯樂音樂學院音樂製作文憑課程，因表現卓越而獲引薦，2007年簽約成為伯樂製作及藝術發展有限公司旗下作曲及音樂製作人。同年第一首個人作品《士氣》(Twins) 面世 ，正式展開其音樂旅程。他曾先後為聯合國兒童基金會、商界展關懷及和諧之家等活動單位創作主題曲，並參與電影《愛情萬歲》及《風雲II》之配樂工作。

## 作品列表

### 2007年
|                          |  |
| - Twins - 士氣（曲、編） |  |

### 2008年
|                                     |                                |
| - Square - 今季拍拍拖（曲、詞、編） | - Twins - 自由行不行（曲、編） |

### 2009年
| |                                                                                 |
| - HotCha、葉文輝 - 時光之光（曲、編） - 古巨基 - 沒有腳的小鳥（曲） - 覃嘉健 - 大江南北（曲、編、監） | - 溫家恆 - 同窗密友（編） - 群 星 - 豪華盛世（監） - 群 星 - 擦亮新歲（編、監） |

### 2010年
|                                                                                             |                                                                                         |
| - 吳若希 - 孩子眼（曲、編） - 狄易達、高皓正、葉文輝 - 辣著生命（編） - 梁漢文 - 中鋒（編） | - 梁漢文 - 中鋒（Winning 11）（編） - 陳偉霆 - 夜光寶貝（曲、編） - 關心妍 - 情歌（編） |

### 2011年
| | |
| - HotCha - 學習期（曲、編） - Twins - 友愛十年（編） - 杜汶澤、蔡卓妍、王祖藍 - 叻叻兔福星（編） - 泳 兒 - 為你唱demo（編） - 泳 兒 - 就手（曲、編） - 張智霖 - 反斗奇兵（編） | - 麥貝夷 - 不必失禮（曲、編） - 鄭欣宜 - 給我十秒（編） - 鍾一憲、麥貝夷 - 針鋒相愛（編） - 鍾一憲 - 憤怒了（曲、編） - 關心妍 - 在你名下（編） |

### 2012年
| | |
| - AOA - 我主場（曲、編） - AOA - 終於哭出來（曲、編） - AOA、鄒文正 - 紅茶或咖啡（編） - Super Girls – 話愛就愛（曲、編） - Super Girls - Be My Love（曲、編） - Super Girls – Be My Love（國語）（曲、編） - Twins – Let Me Fly Away（編） - 許廷鏗 - 重新長大（編） | - 麥貝夷 - 知覺（編） - 楊千嬅 - 知更（曲、編） - 鍾一憲 - 糖黐豆（編） - 鍾一憲、麥貝夷 - 犯眾憎（編） - 鍾一憲、麥貝夷 - 自作孽（編） - 關心妍 - 要害（編） - 關心妍 - 自問自答（曲、編） |

### 2013年
| | |
| - AOA - 困獸鬥（曲、編） - AOA - 發熱線（編） - AOA - 一直在眼前（編、監） - AOA - 長頭髮（曲、編、監） - 吳若希、胡鴻鈞 - 救救我（編） - 吳莫愁 - 不請自來（編） - 李治廷 - 不可思議（編） - 沈震軒 - 講多變真（編） - 區文詩 - 盲婚論嫁（曲、編） | - 許廷鏗 - 時光（曲、編、監） - 許志安 - 空穴來風（曲、編） - 鄒文正 - 非人生活（曲、編） - 鄒文正 - 最後警告（曲、編） - 蔚雨芯 - 複製人（編） - 衛 蘭 - You Go I Go（編） - 鄭嘉穎 - 說來話長（編） - 黎 明 - 我可以忘記你（編） |

### 2014年
| | |
| - 何雁詩 - I Don't Care（曲、編、監） - 張智霖 - 十年人事（編） - 孫耀威 - 最痛無聲（編） - 馮凱淇 - Heat Me Up（曲、編、監） - 鄒文正 - 愛不要曖昧（編、監） - 鄒文正 - 爛笑話（曲、編、監） | - 鄒文正 - 木偶（編、監） - 鄒文正 - 打個招呼（監） - 衛 蘭 - You're Always Everything To Me（編） - 鄭俊弘 - 點火（曲） - 鄭俊弘 - 我就是我（曲、編、監） - 謝安琪 - 家明（編） |

### 2015年
| |                                                                                                 |
| - Dear Jane - Prison Break（編、監） - 岑日珈 - 真身（曲、編、監） - 岑日珈 - Wait & See（曲、編、監） - 吳業坤 - 坤哥（編、監） | - 胡鴻鈞 - 無力下去（曲、編、監） - 許廷鏗 - 對白（曲、編、監） - 蕭正楠 - 四百呎（曲、編、監） |

### 2016年
| | |
| - 王浩信 - 不可告人（《致命復活》主題曲，曲、編、監） - 田蕊妮、胡定欣 - 得寵（《來自喵喵星的妳》片尾曲，曲、編） - 伍富橋、林師傑、陳國峰 - 喵喵（《來自喵喵星的妳》主題曲，曲、編） - 吳若希 - 易放難收（曲、詞、編、監） - 岑日珈 - 不要說再見（曲、編、監） - 胡鴻鈞 - 造王（《幕後玩家》主題曲，監） - 群 星 - 未來（監） | - 譚嘉儀 - Can You See（《律政強人》插曲，編、監） - 譚嘉儀 - 水中月（編、監） - 譚嘉儀 - 最後也分開（監） - 鄒文正、池 希 - 同情別戀（編、監） - 鄭俊弘 - 創傷後遺症（曲、編、監） - 鍾嘉欣 - 你懂我（曲、編） |

### 2017年
| | |
| - 王浩信 - 心眼（《踩過界》主題曲，曲、編） - 王浩信、譚嘉儀 - 陪著你走（編、監） - 伍富橋 - 放假（曲、編、監） - 何雁詩 - 三人行（曲） - 呂 珊 - 風的季節（編、監） | - 林欣彤 - 畢業之後（《老表，畢業喇！》主題曲，曲、編） - 鍾嘉欣 - I Promise（《溏心風暴3》插曲，編） - 譚嘉儀 - 陪著你走（《不懂撒嬌的女人》插曲，編、監） - 譚嘉儀 - 快樂快活人（《雜警奇兵》主題曲，曲、編） |

### 2018年
| | |
| - HANA - 但願人長久（《跳躍生命線》插曲，編、監） - 林師傑、洪永城 - 舊歡如夢（《愛情沒有來的時候》插曲，編、監） - 康 華 - 百花亭之戀（《愛情沒有來的時候》插曲，編、監） - 許廷鏗 - 演員的自我修養（曲） - 鄭俊弘 - 信念（《特技人》主題曲，曲、編、監） | - 鄭俊弘 - 逆天（《逆緣》主題曲，曲、編） - 譚嘉儀 - Lonely（《特技人》插曲，編、監） - 譚嘉儀 - 有了你（《BB來了》主題曲，編、監） - 譚嘉儀 - Amazing Grace（《救妻同學會》插曲，監） - 譚嘉儀 - 花森林（《降魔的番外篇 - 首部曲》主題曲，編、監） - 關楚耀、譚嘉儀 - Lonely（廣東合唱版）（編、監） |

### 2019年
| | |
| - 一家人 - 開心速遞（《愛·回家之開心速遞》主題曲，曲、編、監） - 尹 光 - 有個大老千（《有個大老千》主題曲，編、監） - 王浩信 - 愛不起（《解決師》片尾曲，曲、編） - 古家峯 - 幸運兒（《幸福一家人》主題曲，曲） - 吳岱融 - 你比我重要（《牛下女高音》插曲，曲、編、監） - 谷婭溦 - 今宵多珍重（國）（《金宵大廈》片尾曲，編、監） - 谷婭溦 - 今宵多珍重（國）（Happy Version）（編、監） - 谷婭溦 - 我為我堅強（《獨孤皇后》主題曲，監） | - 劉子碩 - 離開有甚麼可怕（曲、編、監） - 鄭俊弘 - 鐵石心腸（《鐵探》主題曲，曲） - 譚嘉儀 - Can You Hear（《白色強人》插曲，編、監） - 譚嘉儀 - 今宵多珍重（《金宵大廈》主題曲，編、監） - 譚嘉儀 - 今宵多珍重（Happy Version）（《金宵大廈》主題曲，編、監） - 譚嘉儀 - 世事何曾是絕對（編、監） - 譚嘉儀 - Lonely（廣東版）（編、監） - 譚嘉儀 - 星空漫步（編、監） - 譚嘉儀、馬國明 - 願留住你（編、監） |

### 2020年
| | |
| - 王浩信 - 甘心替代你 （《反黑路人甲》插曲，編、監） - 吳若希 - 似水流年（《大醬園》片尾曲，編、監） - 谷婭溦 - 月亮代表我的心（《黃金有罪》插曲，編、監） - 谷婭溦 - 哭牆（《香港愛情故事》片尾曲，曲、編、合監） - 星夢群星 - 疫境同行（編） - 鄭俊弘 - 快閃（《黃金有罪》主題曲，曲） - 鄭俊弘 - 告白（《十八年後的終極告白》主題曲，曲、編、監） | - 戴祖儀 - 分分鐘需要你（Happy Version）（《十八年後的終極告白》插曲，編） - 戴祖儀 - 分分鐘需要你（Sad Version）（《十八年後的終極告白》插曲，編） - 譚嘉儀 - 真心不變（《大醬園》主題曲，監） - 譚嘉儀 - 原來有愛（《降魔的2.0》插曲，監） - 譚嘉儀 - 怎麼去愛（《C9特工》主題曲，曲，編） - 吳業坤 - 小角色大英雄（《過街英雄》主題曲，曲、編、監） |

### 2021年
| | |
| - 吳浩康 - 摯友（《失憶24小時》主題曲，曲） - 吳浩康 - 大志（《食腦喪Ｂ》主題曲，曲） - 何廣沛、郭子豪、方紹聰 - 大志（《食腦喪Ｂ》片尾曲，曲） | - 戴祖儀 - 敢愛敢恨（《陀槍師姐2021》插曲，曲） - 譚嘉儀 - 喜愛便一起（《一笑渡凡間》主題曲，曲，編） |

### 2022年
|                           |  |
| - 許廷鏗 - 煽風點火（曲） |  |

## 電視劇集、電影歌曲

### 2019年
- TVB電視劇 《婚姻合伙人》 配樂

### 2017年
- TVB電視劇 《親親我好媽》 配樂
- TVB電視劇 《與諜同謀》 配樂
- TVB電視劇 《賭城群英會》 配樂
- TVB電視劇 《雜警奇兵》 配樂

### 2015年
- 電影 《吉星高照2015》 配樂

### 2014年
- 電影 《黑色喜劇》 配樂
- 微電影 《沿途有你》 配樂

### 2013年
- 電影 《詭嬰》 主題曲 - 《不請自來》（編）

### 2011年
- 電視劇 《亮劍》 配樂
- 電影 《戀夏戀夏戀戀下》 (《Summer Love》) 配樂
- 電影 《笑詠春》 配樂

### 2009年
- 電影 《愛出貓》（《Trick Or Treat》）配樂
- 電影 《風雲II》 配器

### 2008年
- 電視劇 《南北大狀》 主題曲 - 《大江南北》（曲、編、監）
- 電影 《我不是明星》 主題曲 - 《我卻不能夠》（編）
- 電影 《愛情萬歲》（《Love is Elsewhere》）配樂